# Alain Daniélou
Alain Daniélou, pseudonim Shiva Sharan (ur. 4 października 1907 w Neuilly-sur-Seine, zm. 27 stycznia 1994 w Lozannie) – francuski indolog i etnomuzykolog.

## Życiorys
Był synem ministra Charles’a Daniélou i bratem kardynała Jeana Daniélou. Ukończył Collège Sainte-Croix w Neuilly-sur-Seine oraz St. John’s College w Annapolis w stanie Maryland. Do grona jego nauczycieli należeli Charles Panzéra i Max d’Ollone. W 1932 roku odbył podróż do Afryki Północnej i Azji. W latach 1935–1949 studiował sanskryt, filozofię, religię i muzykę hinduską na Hindu University w Benares, następnie od 1949 do 1954 roku był wykładowcą tej uczelni. Poznał Rabindranatha Tagore, który zatrudnił go w swojej szkole w Santiniketan. W latach 1954–1956 kierował należącym do Towarzystwa Teozoficznego Research Centre i Adyar Library w Madrasie, od 1956 do 1959 roku był profesorem Institut Français d’Indologie w Pondicherry. Od 1959 roku był członkiem École française d’Extrême-Orient. W Indiach dokonał konwersji na śiwaizm. Pobierał nauki u hinduskiego przywódcy duchowego Swami Karpatri i tłumaczył jego pisma. W 1960 roku został radcą Międzynarodowej Rady Muzyki UNESCO. W latach 1963–1975 był dyrektorem International Institute for Comparative Music Studies w Berlinie i Wenecji. Był autorem ponad 30 publikacji poświęconych Indiom, ich muzyce, filozofii i religii.
W 1981 roku otrzymał nagrodę Międzynarodowej Rady Muzyki UNESCO. W 1992 roku został członkiem Indian National Academy of Music, Dance and Theater. Odznaczony został krzyżem kawalerskim (1967) i krzyżem oficerskim (1993) Legii Honorowej, krzyżem oficerskim Orderu Narodowego Zasługi (1974) i krzyżem komandorskim Orderu Sztuki i Literatury (1985).

## Wybrane prace
(na podstawie materiałów źródłowych)
- Introduction to the Study of Musical Scales (Londyn 1943)
- Northern Indian Music (2 tomy, Kalkuta 1949 i 1953; 2. wydanie pt. The Ragas of Northern Indian Music 1968)
- La Musique du Cambodge et du Laos (Pondicherry 1957)
- Traité de musicologie comparée (Paryż 1959)
- Purānas: Textes des Purānas sur la theorié musicale (Pondicherry 1959)
- Bharaia, Muni, Le Gitālamkāra (Pondicherry 1960)
- Inde (Paryż 1966)
- Sémantique musicale (Paryż 1967)
- La Situation de la musique et des musiciens dans les pays d’orient (Florencja 1971)